# Римски универзитет Сапијенца
Универзитет Ла Сапијенца у Риму (итал. Sapienza Università di Roma) је један од најстаријих универзитета Италије. Основан је 20. априла 1303. Тада је папа Бонифације VIII издао папску булу којом је у Риму основао "Studium Urbis". Првобитна намена су биле студије теологије. Са око 140.000 активних студената 2008. то је највећи универзитет Европе и 43. на свету. Данас у Риму постоје још два мања универзитета.
Сапијенца је један од највећих европских универзитета по броју уписаних и један од најстаријих у историји, основан 1303. године. Универзитет је један од најпрестижнијих италијанских универзитета, који обично заузима прво место на националним ранг листама и у Јужној Европи. У годинама 2018, 2019, 2021. и 2022. био је на првом месту у свету за класику и античку историју.
Већина италијанске владајуће класе студирала је у Сапијенци. Сапијенца је образовала бројне истакнуте алумнисте, укључујући многе добитнике Нобелове награде, председнике Европског парламента и европске комесаре, шефове неколико нација, значајне верске личности, научнике и астронауте. У септембру 2018. био је укључен у првих 100 на QS светској ранг листи универзитета по запошљивости дипломираних, а 2022. је рангиран као најбољи италијански универзитет према ARWU.

## Историја
Универзитет Сапијенца у Риму основан је 1303. године папском булом In Supremae praeminentia Dignitatis, коју је 20. априла 1303. издао папа Бонифације VIII, као Studium за црквене студије који је био више под његовом контролом него универзитети у Болоњи и Падови. То је први понтификални универзитет.
Године 1431, папа Евгеније IV је потпуно реорганизовао студије са булом In supremae, у којој је и магистарима и студентима дао најшире могуће привилегије и одредио да универзитет треба да укључује четири школе права, медицине, филозофије и теологије. Увео је нови порез на вино да би прикупио средства за универзитет; новац је искоришћен за куповину палате у којој се касније налазила црква Сант'Иво ала Сапијенца.
Међутим, универзитетски дани сјаја су се завршили током пљачке Рима 1527. године, када је установа затворена, неки од професора убијени, а други распршени. Папа Павле III обновио је универзитет убрзо након свог избора за понтификата 1534. године.
У 1650-им годинама универзитет је постао познат као Сапијенца, што значи мудрост, и тај назив се задржао. Папа Климент XI је 1703. својим приватним средствима купио земљиште на Јаникулуму, где је створио ботаничку башту, која је убрзо постала најславнија у Европи трудом браће Трионфети. Прву комплетну историју Универзитета Сапијенца написао је 1803–1806 Филипо Марија Ренаци.
Године 1870, Ла Сапијенца је престала да буде папски универзитет и постала је универзитет главног града Италије. Године 1935, завршен је нови универзитетски кампус, који је планирао Марчело Пјацентини.
Ватикан је 15. јануара 2008. отказао планирану посету Универзитету Ла Сапијенца од стране папе Бенедикта XVI, који је требало да говори на универзитетској свечаности поводом отварања академске 2008. године због протеста неких студената и професора. Наслов говора би био 'Истина нас чини добрима, а доброта је истина'. Неки студенти и професори протестовали су као реакција на говор папе Бенедикта XVI (тада кардинал Јозеф Рацингер) из 1990. године у којем је, по њиховом мишљењу, подржао акције цркве против Галилеја 1633. године.

## Кампуси
Универзитет Сапијенца има мноштво кампуса у Риму, али његов главни кампус је Città Universitaria (Универзитетски град), који покрива 44 ha (110 acres) у близини станице Рома Тибуртина. Универзитет има сателитске кампусе изван Рима, од којих је главни у Латини.
Године 2011, покренут је пројекат изградње кампуса са резиденцијалним халама у близини станице Пиетралата, у сарадњи са регионом Лацио. Да би се изборио са све већим бројем пријављених кандидата, ректор је такође одобрио нови план за проширење Città Universitaria, прерасподелу канцеларија и проширење факултета, као и стварање нових кампуса за смештај домаћих и страних студената.
Универзитетска библиотека Алесандрина (Biblioteca Universitaria Alessandrina), коју је 1667. године изградио папа Александар VII, главна је библиотека која садржи 1,5 милиона томова; има неке важне колекције укључујући collezione ciceroniana и Fondo Festa.

## Академици
Од реформе из 2011. године, Универзитет Сапијенца у Риму има једанаест факултета и 65 одељења. Данас је Сапијенца, са 140.000 студената и 8.000 академског, техничког и административног особља, највећи универзитет у Италији. Универзитет има значајне истраживачке програме у областима инжењерства, природних наука, биомедицинских и хуманистичких наука. Он нуди 10 магистарских програма који се предају у потпуности на енглеском језику.

## Рангирање
Према Академском рангирању светских универзитета (ARWU) за 2016. годину, Сапијенца се налази у групи универзитета 151–200 и међу првих 3% универзитета у свету.
У 2016. години, Центар за рангирање светских универзитета рангирао је Универзитет Сапијенца у Риму на 90. место у свету и на врх у Италији на својој Светској ранг листи универзитета.
Према QS рангирању запошљивости дипломаца 2020, Сапијенца је на првом месту међу италијанским универзитетима по индикатору Алумни исхода захваљујући броју универзитетских дипломаца запослених у великим компанијама и на руководећим позицијама.
Године 2022, Универзитет Сапијенца у Риму је рангиран на 177. месту у свету на QS светској ранг листи универзитета. Предмет Класика и античка историја Сапијенце рангиран је на 1. у свету на QS светској ранг листи универзитета по предмету. Према истој ранг листи, предмет археологија заузима 10. место. Предмет физика и астрономија Сапијенце је рангиран на 36. месту, уметност и хуманистичке науке су рангиране на 39. место, а психологија на 70. место.